# Phyllanthus jaubertii
Phyllanthus jaubertii là một loài thực vật có hoa trong họ Diệp hạ châu. Loài này được Vieill. ex Guillaumin miêu tả khoa học đầu tiên năm 1929.